# داریو دامبروزیو
داریو دامبروزیو (انگلیسی: Dario D'Ambrosio؛ زادهٔ ۹ سپتامبر ۱۹۸۸) بازیکن فوتبال اهل ایتالیا است.
از باشگاه‌هایی که در آن بازی کرده‌است می‌توان به باشگاه فوتبال فیورنتینا، باشگاه فوتبال لچه، باشگاه فوتبال روبور سیه‌نا، باشگاه فوتبال مونتسا، باشگاه فوتبال تریستیانا، و باشگاه فوتبال آ. ث. لومتزانه اشاره کرد.